# دورة الألعاب العربية 2015
الألعاب العربية الثالثة عشر والتي كان من المقرر أن تقام في بيروت في لبنان.
تم استبدال البلد المضيف لبنان بناءا على طلبه نظرا للظروف الامنية التي تمر بها منطقة الشرق الأوسط لينتقل شرف الاستضافة إلى المغرب التي بدورها اعتذرت عن الاستضافة  و بالتالي تم تاجيلها إلى عام 2019. ألغيت الدورة بعد ذلك.